# Cartierul Gheorgheni din Cluj-Napoca
Gheorgheni (în maghiară Györgyfalvi-negyed ) este un cartier înființat în anii 1960 în estul municipiului Cluj, după un plan urbanistic ce a inclus numeroase spații verzi, parcuri și zone de agrement. Denumirea cartierului provine de la localitatea limitrofă, Gheorghieni (Ghiurfalău), spre care face legătura.

## Geografie
Cartierul este amplasat pe o terasă colinară cunoscută sub numele de Pietroasa (maghiară Kövespad), caracterizată printr-o delimitare nordică clar conturată, marcată de prezența unui versant abrupt proeminent.  Partea estică este situată pe o întindere mai lată, cunoscută mai demult sub denumirea de Râtul Bivolilor (maghiară Bivalyrét), pe unde găsim două lacuri naturale. Extremitatea estică este delimitată de Râul Becaș.

## Istorie
Configurația contemporană a cartierului s-a conturat preponderant de-a lungul celor de două drumuri care duceau spre așezările învecinate Gheorghieni și Pata. În prima jumătate a secolului al XIX-lea, primii hoștezeni au început să își stabilească reședințele de-a lungul acestor rute, pentru a răspunde nevoilor unei populații clujene aflate în creștere. Ulterior, în a doua jumătate a aceluiași secol, primii muncitori au fost atrași în zonă de noile perspective economice apărute odată cu procesul de industrializare.. Acest proces de populare a zonei transformat cele două ulițe rurale în străzile principale ale cartierului: Strada Gheorgheni (maghiară Györgyfalvi út; în prezent: Strada Constantin Brâncuși) și Strada Pata (maghiară Pata utca; în prezent: Bulevardul Nicolae Titulescu). După Unirea Transilvaniei cu România, rețeaua stradală cunoscută astăzi a început să se contureze. Comunitatea muncitorească era formată dintr-un amestec de români și maghiari, în timp ce populația ocupată de agricultură, fiind hoștezeni, a rămas preponderent maghiară. Spre centrul istoric, Strada Pata găzduia, de asemenea, o comunitate de romi semnificativă.
La sfârșitul  Perioadei interbelice rețeaua stradală actuală era, în mare parte, deja conturată. Ca urmare a Dictatului de la Viena încheiat la încheiat la 30 august 1940, zona va fi cedată Regatului Unguresc. În anul 1943, sub administrația maghiară, în cadrul Asociației Naționale pentru Protecția Poporului și a Familiei (hu: Országos Nép- és Családvédelmi Alap), a fost edificat un ansamblu rezidențial compus din 20 de case duplex, situat la capătul sudic al străzii Méhes (astăzi Strada Septimiu Albini). Acesta însuma 40 de unități locative, alături de o instituție școlară. Locuințele au fost vândute la prețuri subvenționate, familiilor numeroase. Proiectul urbanistic a fost realizat de arhitectul Károly Kós.
În anii 1950, o suprafață considerabilă situată la limita sudică a cartierului Gheorgheni a fost destinată activităților agricole și de cercetare desfășurate sub egida Stațiunii de Cercetări Horticole. Această instituție, aflată sub coordonarea lui Rudolf Palocsay a fost înființată cu scopul de a desfășura cercetări în domeniu. Livezile și terenurile agricole ale stațiunii continuă să reprezinte, până în prezent, o zonă verde de referință aflată la limita cartierului.

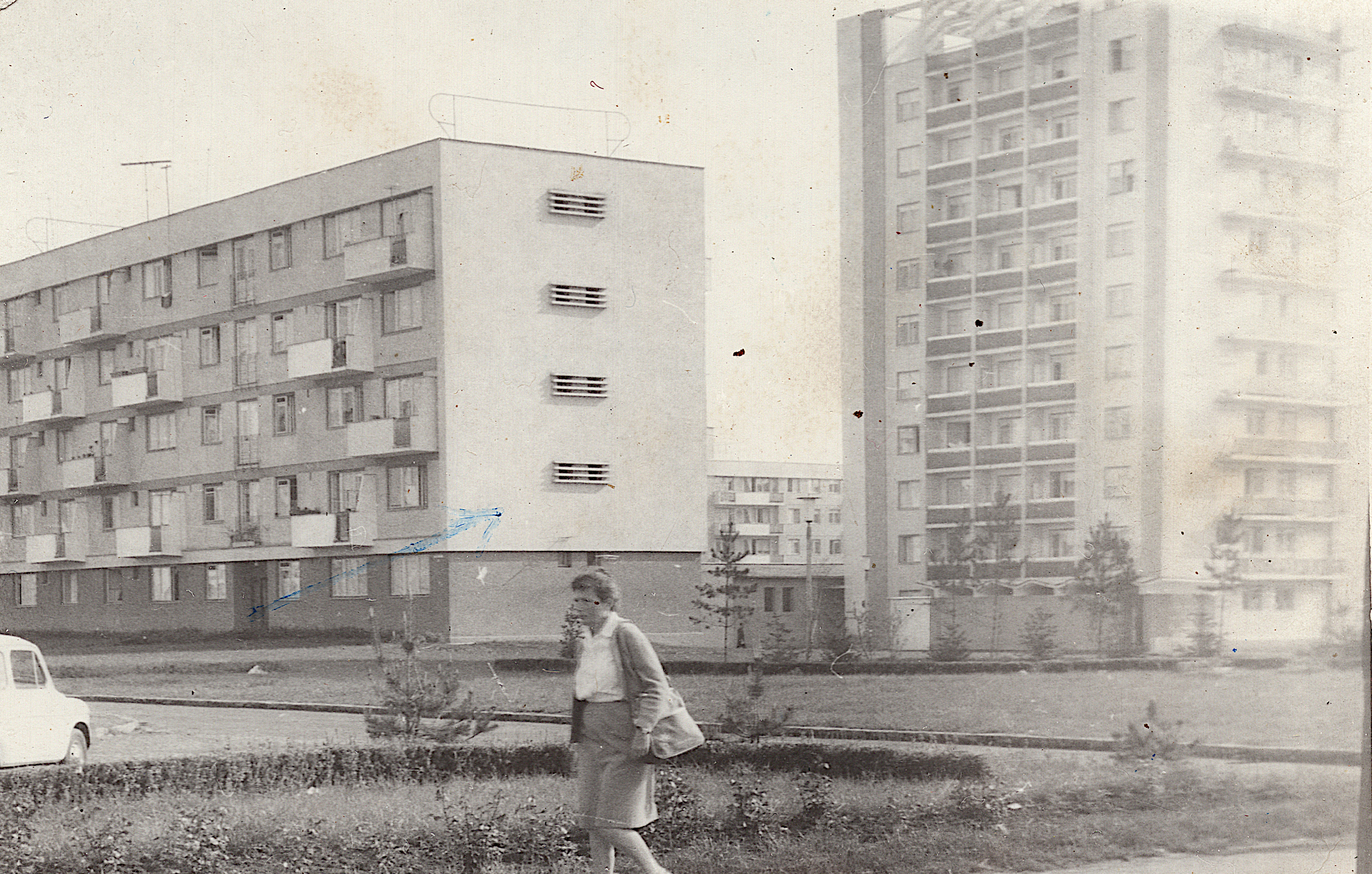
Microraionul 1 în anii 1970

Anul 1964 a marcat un moment de cotitură în evoluția cartierului. Sub conducerea comunistă aflată în plină expansiune, un nou tip de dezvoltare urbană a fost inițiat pe terenurile plate, anterior neconstruite, aflate la capătul Străzii Pata, pe zona denumită Râtul Bivolilor. Proiectul, conceput în stilul microraioanelor sovietice, a fost împărțit în 4 astfel de raioane, și a fost conceput pentru a oferi spații de locuit pentru aproximativ 30.000 de locuitori. Deodată cu acest proiect, această zonă va primi și denumirea de cartier Gheorgheni în mod oficial. Proiectantul șef al cartierului a fost arhitectul Augustin Presecan. Pe parcursul anilor 1980, locuințele tradiționale individuale de-a lungul Străzii Pata au fost supuse procesului de  sistematizare, fiind înlocuite cu blocuri de locuințe moderne. Artera a fost lărgită și transformată într-un bulevard cu patru benzi de circulație.

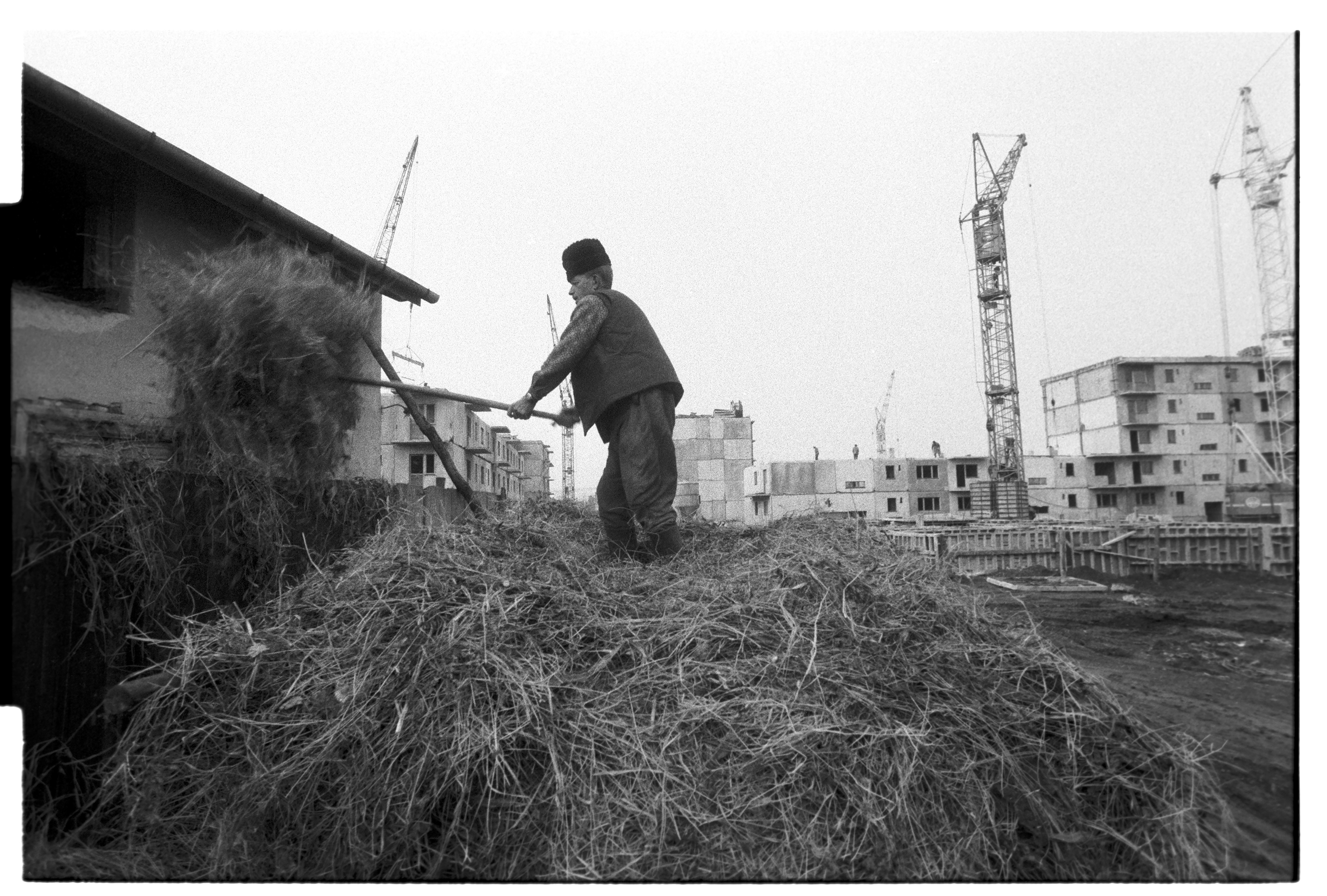
Gospodar hoștezean pe Strada Pata în era sistematizării

## Descrierea Cartierului
Structura actuală a cartierului rămâne ancorată în cele două artere principale în jurul cărora s-a dezvoltat, străzile Gheorgheni și Pata (acum Constantin Brâncuși și Nicolae Titulescu). Partea estică a cartierului este dominate de cele patru microraioane, o zonă unde se poate remarca o abundență atipică de spații verzi urbane, într-un peisaj urban clujean caracterizat, în general, prin densitate ridicată. Bulevardul Nicolae Titulescu, în schimb, găzduiește o zonă mai dens populată, alcătuită din blocuri de locuințe, în timp ce regiunile adiacente acestei străzi păstrează încă locuințele familiale individuale originale. Pe lângă zonele rezidențiale, cartierul găzduiește numeroase instituții educaționale, printre care școli, grădinițe și câteva facultăți ale Universității Babeș-Bolyai . La extremitatea estică se află Iulius Mall Cluj, în vecinătatea căruia se găsesc două lacuri, înconjurate de o zonă de agrement și un spațiu verde amenajat. În apropiere se află și Baza Sportivă Gheorgheni, un complex modern destinat activităților sportive și recreative.